# スィネーリヌィコヴェ (ドニプロペトローウシク州)
スィネーリヌィコヴェ（ウクライナ語: Синельникове）はウクライナのドニプロペトローウシク州スィネーリヌィコヴェ地区にある都市。ヴォローナ川の河岸に位置する。都市の高さは海抜186 mである。面積は23 km²。人口は29,651人 (2022年1月1日)。
スィネーリヌィコヴェは19世紀初頭に創建された。1921年に市制施行された。
市内ではスィネーリヌィコヴェ駅がある。首都キエフまでの直線距離は429 km、鉄道で583 km、車道で500 kmとなっている。州庁所在地までの直線距離は40 km、鉄道で51 km、車道で50 kmとなっている。スィネーリヌィコヴェの日は、9月の第三日曜日となっている。